# Sông Kôn
Sông Kôn is een xã in het district Đông Giang, een van de districten in de Vietnamese provincie Quảng Nam.
Sông Kôn heeft ruim 1900 inwoners op een oppervlakte van 79,26 km².